# Кезское (сельское поселение)
Кезское — упразднённое муниципальное образование со статусом сельского поселения в Кезском районе Удмуртской Республики Российской Федерации.
Административный центр муниципального образования — посёлок Кез.
Законом Удмуртской Республики от 26 апреля 2021 года № 29-РЗ к 9 мая 2021 года упразднено в связи с преобразованием муниципального района в муниципальный округ.

## История
Статус и границы муниципального образования установлены Законом Удмуртской Республики от 19 ноября 2004 года № 66-РЗ «Об установлении границ муниципальных образований и наделении соответствующим статусом муниципальных образований на территории Кезского района Удмуртской Республики» и Законом Удмуртской Республики № 40-РЗ «О внесении изменений в отдельные законы Удмуртской Республики об установлении границ муниципальных образований и наделении соответствующим статусом муниципальных образований на территории Удмуртской Республики», от 15 июня 2005 года.
До 2005 года: городское поселение.

## Население
| 2010    | 2012    | 2013    | 2014    | 2015    | 2016    | 2017    |
| ------- | ------- | ------- | ------- | ------- | ------- | ------- |
| 11 082  | ↘10 913 | ↘10 767 | ↘10 673 | ↘10 653 | ↗10 710 | ↗10 720 |
| 2018    | 2019    | 2020    | 2021    |         |         |         |
| ↗10 737 | ↘10 696 | ↘10 611 | ↘10 131 |         |         |         |

## Состав муниципального образования
| № | Населённый пункт | Тип населённого пункта          | Население |
| - | ---------------- | ------------------------------- | --------- |
| 1 | Дома 1242 км     | —                               | ↘0        |
| 2 | Кез              | посёлок, административный центр | ↘10 131   |